# Comina (azienda)
Comina era l'acronimo della Compagnia Mineraria Africana per lo sfruttamento minerario dell'Etiopia.

## Storia

### Origini
Venne costituita dalla Montecatini dopo la conquista italiana dell'Etiopia del 1936. Si dedicò soprattutto allo sfruttamento dei giacimenti di metalli preziosi. Congiuntamente ad un'altra azienda statale, l'A.M.A.O., si raggiunse una produzione trimestrale di oro attorno ai 70 chili circa, mentre quella di platino si aggirava sui 25 chili, ma con una reddittività molto incerta.

### La fine dell'impero coloniale italiano
La fine dei sogni coloniali, tuttavia, non determinò lo scioglimento della società che rimase tra le consociate Montecatini e successivamente Montedison.

### La nuova Comina
Nel 1972, in occasione del riassetto del settore fibre del gruppo Montedison, la Comina, per ragioni essenzialmente fiscali, fu riutilizzata per il conferimento di alcune attività al polo chimico di Novara, che era specializzato nella produzione di intermedi per la fabbricazione del nylon, sia per uso tessile sia per la produzione di plastiche. A livello europeo si cercò di concentrare la produzione in un numero limitato di impianti per ottenere economie di scala, ma nel settore del poliammide la soluzione trovata era abbastanza irrazionale con intermedi che dovevano viaggiare per mezza Europa.

### La fine delle attività
La successiva uscita della Montefibre dal settore delle poliammidi (1983) determinò anche una caduta di interesse e la conseguente cessione delle attività rimaste funzionanti.